# Hudugaru
Hudugaru è un film del 2011 diretto da K. Madesh, remake di Naadodigal.

## Trama
Tre giovani - Prabhu, Chandru e Siddesh che aspirano al lavoro di governo, al centro di calcolo e ad insediarsi a Dubai sono stati colpiti da una sfortuna nella vita quando Sudhir, la migliore amica di Prabhu, si innamora della figlia di un magnate del business.
Prabhu con i suoi migliori amici Chandru e Siddesh decidono di rapire la figlia del magnate degli affari in modo che il suo amico Sudhir (figlio dell'ex deputato) viva felicemente. Nel processo di rapimento del fidanzato Sushma di Sudhir - Prabhu viene colpito male sulla fronte, Chandru perde la gamba destra e Siddesh diventa sordo.
Non è solo quello nella vita dei trii. Il destino è pessimo quando tornano al loro posto natio. Prabhu perde il suo amante per qualcuno, Siddesh viene spedito fuori casa, Chandru perdendo una gamba trova Pavitra, sorella di Prabhu per la sua vita.
La storia prende una piega curiosa quando il matrimonio fuori dalla lotta tra Sudhir e Sushma si interrompe. Il trio torna nello stesso posto in cui hanno ricevuto ferite brutali e ha interrogato gli amanti sulla separazione.

## Colonna sonora
1. V. Harikrishna, Mamta Sharma, Naveen Madhav – Naa Board Irada Bus (Pankaja)
2. Sonu Nigam, Sunitha Upadrashta – Neerinalli Sanna Ale
3. Sukhwinder Singh, Kailash Kher, Vijay Prakash, Priya Himesh – Yen Chandane Hudugi
4. Shankar Mahadevan – Shambo Shiva Shambo
5. Sunitha Gopuraj – Neerinalli Sanna Ale